# Čortanovci
Čortanovci (ćir: Чортановци) je naselje u Srijemu, u Vojvodini, R. Srbija, u sastavu općine Inđije.

## Stanovništvo
U naselju Čortanovci živi 2.038 stanovnika, od čega 1.875 punoljetna stanovnika s prosječnom starosti od 42,0 godina (41,0 kod muškaraca i 43,0 kod žena). U naselju ima 797 domaćinstvo, a prosječan broj članova po domaćinstvu je 2,90.
Prema popisu iz 1991. godine u naselju je živjelo 2.947 stanovnika.
| Etnički sastav 2002. |            |        |
| Narod                | Stanovnika | %      |
| Srbi                 | 2.087      | 90,42% |
| Romi                 | 34         | 1,47%  |
| Hrvati               | 25         | 1,08%  |
| Jugoslaveni          | 22         | 0,95%  |
| Mađari               | 12         | 0,51%  |
| Crnogorci            | 11         | 0,47%  |
| Slovaci              | 9          | 0,38%  |
| Makedonci            | 6          | 0,25%  |
| ostali               | 11         | 0,47%  |
| nepoznato            | 33         | 1,42%  |

| broj stanovnika | 944   | 1106  | 1833  | 1651  | 1853  | 1590  | 2308  |
|                 | 1948. | 1953. | 1961. | 1971. | 1981. | 1991. | 2001. |

## Vanjske poveznice
- Karte, udaljenosti i vremenska prognoza
- Satelitski snimak naselja